# Miejsce (województwo opolskie)
Miejsce (niem. Städtel) – wieś (dawniej miasto) w Polsce, położona w województwie opolskim, w powiecie namysłowskim, w gminie Świerczów.
Miejsce uzyskały lokację miejską w 1294 roku, zdegradowane około  1650 roku. W latach 1975–1998 miejscowość administracyjnie należała do ówczesnego województwa opolskiego.
| SIMC    | Nazwa       | Rodzaj     |
| ------- | ----------- | ---------- |
| 0503764 | Przygorzele | przysiółek |

## Nazwa
Nazwa miejscowości pochodzi od polskiej nazwy lokalizacji – „miejsca". Heinrich Adamy w swoim dziele o nazwach miejscowych na Śląsku wydanym w 1888 roku we Wrocławiu najstarszą zanotowaną nazwę wsi podaje w staropolskiej formie Mieysce notując jej znaczenie jako "An der Stadt”. Niemcy zgermanizowali nazwę na Miesce, w wyniku czego utraciła ona swoje pierwotne znaczenie.

## Położenie geograficzne
Miejscowość położona jest w Nizinie Śląskiej w obrębie Równiny Oleśnickiej. Przez Miejsce płynie rzeka Kluczborska Struga. Rzeka Stobrawa płynie na południe od wsi. Miejsce jest położone na obszarze chronionego krajobrazu Stobrawskiego Parku Krajobrazowego.

## Zabytki
Do wojewódzkiego rejestru zabytków wpisane są:
- cmentarz żydowski, z poł. XIX – 1939 r.
- kościół Wniebowstąpienia Pana Jezusa
- dwór obronny z fosą, z XVI/XVII w., z ćw. XIX w.

inne zabytki:
- synagoga.

## Stowarzyszenia
- Ochotnicza Straż Pożarna w Miejscu
- Koło Gospodyń Wiejskich Miejscowianki